# Oćevija
Oćevija (en cyrillique : Оћевија) est un village de Bosnie-Herzégovine. Il est situé dans la municipalité de Vareš, dans le canton de Zenica-Doboj et dans la fédération de Bosnie-et-Herzégovine. Selon les premiers résultats du recensement bosnien de 2013, il compte 86 habitants.
Le village est également connu sous les noms de Očevlje Gornje ou de Gornje Očevlje.

## Histoire
Les forges d'Očevlje sont inscrites sur la liste monuments nationaux de Bosnie-Herzégovine.

## Démographie

### Évolution historique de la population dans la localité
| 1948 | 1953 | 1961 | 1971 | 1981 | 1991 | 2013 |
| ---- | ---- | ---- | ---- | ---- | ---- | ---- |
| -    | -    | 507  | 511  | 524  | 389  | 86   |

|  |

### Communauté locale
En 1991, Oćevija faisait partie de la communauté locale d'Očevlje (Očevlja) qui comptait 479 habitants, répartis de la manière suivante :